# Najaf District
Najaf District är ett distrikt i Irak.   Det ligger i provinsen Najaf, i den södra delen av landet, 270 km söder om huvudstaden Bagdad.